# Thomas Renggli

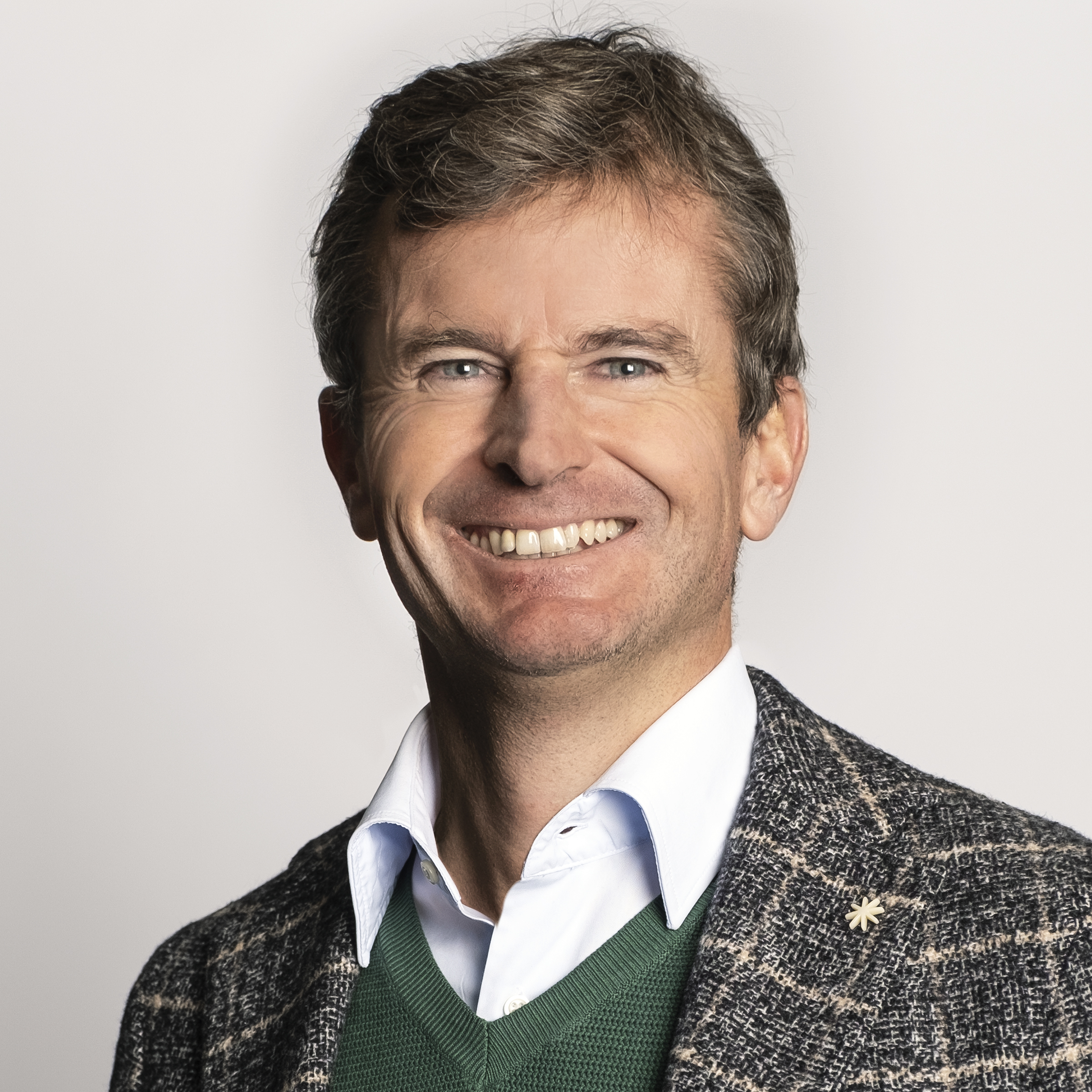
Thomas Renggli (2019)

Thomas Renggli (* 1972 in Zürich) ist ein Schweizer Journalist und Buchautor.

## Biografie
Renggli wurde als Sohn des Sportjournalisten Sepp Renggli geboren, sein Bruder Felix Renggli arbeitet als Sportredaktor.
Thomas Renggli besuchte Schulen in Ebmatingen und Zürich. Er arbeitete als Sportjournalist und Journalist und war als Redaktor für die Neue Zürcher Zeitung sowie als Kolumnist und Reporter für die Schweizer Illustrierte, Blick und Die Weltwoche tätig. Aktuell arbeitet er als freier Journalist und Buchautor. Er veröffentlichte diverse  Bestseller.
Renggli ist verheiratet und lebt mit seiner Familie in Ebmatingen.

## Werke (Auswahl)
- mit Sepp Renggli: Kick Off – Fussballgeschichten / Fussballgeschichte. Aktiv Verlag, Stans 2007, ISBN 978-3-909191-38-3.
- mit Andreas Honnegger: EURO 08 – Willkommen /EURO 08 - Bienvenue /EURO 08 - Benvenuti. FONA Verlag, 2007, ISBN 978-3-03-780335-6.
- Schwingen - die Bösen: ein Schweizer Phänomen. Faro Verlag, 2010, ISBN 978-3-03781-007-1.
- Lauffieber. Porträts, Erfahrungsberichte, Laufschulung, Trainingsplan. Faro, Lenzburg 2011, ISBN 978-3-03-781023-1.
- Schwingen. Vom Hosenlupf zum Spitzensport. Ein Schweizer Phänomen. Faro, Lenzburg 2013, ISBN 978-3-03781-066-8.
- Sepp Blatter. Mission & Passion Fußball. Biografie. Werd & Weber, Thun/Gwatt 2016,  ISBN 978-3-85932-773-3.
- Bernhard Russi, der ewige Olympiasieger. Weltbildverlag, Olten 2018, ISBN 978-3-03812-742-0.
- Roberto, Ricardo, Francisco Rodriguez. Drei Brüder – eine Familie. Wörterseh, Gockhausen 2018, ISBN 978-3-03763-097-6.
- 100 Jahre Knie. Die Schweizer Zirkus-Dynastie. Eine Familiensaga. Weltbild, Olten 2018, ISBN 978-3-03812-752-9.
- TIEFENrausch. Das fantastische Leben des Hannes Keller. Fona, Lenzburg 2019, ISBN 978-3-03781-100-9.
- Brienzer, Kommerz und Halligalli. Schwingen – vom Nationalspiel zum Millionenspektakel. Weltbild, Wangen bei Olten 2019, ISBN 978-3-03812-770-3.
- Die Schweiz steht still. Alltagshelden und Prominente im Gespräch. Weltbild, Wangen 2020, ISBN 978-3-03812-803-8.
- Hans Imholz. Der Reisepionier. Werd Verlag, Thun/Gwatt 2021, ISBN 978-3-03922-105-9.
- Die Eishelden. Wie die Schweiz zur Eishockey-Nation wurde. Weber, Thun/Gwatt 2021, ISBN 978-3-03922-130-1.
- Löwenstärke. Die ruhmreiche Geschichte des Zürcher Eishockeys. Helvetia Verlag, Bern 2022, ISBN 978-3-907402-02-3.
- Sepp Blatter: Overtime – die wahre Geschichte. Bearbeitet von Thomas Renggli. Helvetia Verlag, Bern 2024, ISBN 978-3-907402-30-6.